# Aouelloul
Aouelloul – krater uderzeniowy położony w Mauretanii.
Krater powstał około 3 miliony lat temu, w pliocenie. Został utworzony przez uderzenie małej planetoidy w skały osadowe; był to obiekt żelazny, lub chondryt z dość dużą zawartością żelaza. Uderzył on w ordowickie wapienie i kwarcyty, część z nich uległa stopieniu.
Krater jest dobrze zachowany, jego krawędzie wznoszą się na 15–20 m ponad otaczający teren. W jego wnętrzu tworzy się okresowo zbiornik wodny.
Krater znajduje się na jednej linii z większymi kraterami Tenoumer i (niepotwierdzonym) Temimichat, jednak ich różny wiek wyklucza, aby powstały w wyniku upadku łańcuszkowego.